# Cam Thủy, Cam Lộ
Cam Thủy là một xã thuộc huyện Cam Lộ, tỉnh Quảng Trị, Việt Nam.

## Địa lý
Xã Cam Thủy có diện tích 20,62 km², dân số năm 1999 là 4.570 người, mật độ dân số đạt 222 người/km².

## Hành chính
Xã Cam Thủy được chia thành 10 thôn: Cam Vũ 1, Cam Vũ 2, Cam Vũ 3, Lâm Lang 1, Lâm Lang 2, Lâm Lang 3, Nhật Lệ, Tam Hiệp, Tân Xuân, Thiện Chánh-Thọ Xuân.